# The Things Network
Het The Things Network (TTN) is een community-based initiatief om een energiezuinig breedbandnetwerk voor internet of things op te zetten. Het initiatief werd in 2015 gelanceerd door de twee Nederlanders Wienke Giezeman en Johan Stokking. Het bestrijkt in februari 2020 grote gebieden met ongeveer 19.000 geïnstalleerde LoRaWAN-gateways in zo'n 150 landen. Behalve het zuiden van Wallonië is er overal in de Benelux bereik. Het hoofdkantoor van TTN bevindt zich in de Rigakade in Amsterdam.
Vrijwilligers nemen de levering, installatie en ondersteuning van gateways over. Deze gateways zenden radiosignalen met een groot bereik van energiebesparende sensoren via het internet naar een controlecentrum. Daar worden de signalen (bijvoorbeeld meetgegevens van elektriciteits- of watermeters) verder verwerkt en doorgestuurd naar gedefinieerde ontvangers. Er is AES-128 end-to-end versleuteling, wat de veiligheid van de gegevens verhoogt.
TTN ging van start in Amsterdam, grote delen van het stadsgebied werden in minder dan zes weken tijd bedekt. In Berlijn duurde het ongeveer 17 maanden om LoRaWAN toegang te verlenen aan ongeveer anderhalf miljoen mensen met (in februari 2020) meer dan 175 geregistreerde gateways.
In februari 2020 waren bijna honderdduizend vrijwilligers wereldwijd betrokken bij de bouw van 's werelds grootste "Internet of Things"-netwerk. Dagelijks worden meer dan 25 miljoen datarecords verwerkt.

## Jaarlijks congres
De eerste conferentie op het internet van de dingen werd georganiseerd in Amsterdam van 1 tot 3 februari 2018. Alle daar gepresenteerde keynotes zijn online beschikbaar. Van 31 januari tot 1 februari 2019 werd in Amsterdam opnieuw een conferentie gehouden. Ook in 2020 werd eind januari in Amsterdam zo'n conferentie gehouden.